# 白粉藤
白粉藤（学名：Cissus repens），又名粉藤，为葡萄科白粉藤屬下的一个种。

## 扩展阅读
- 維基物種上的相關：粉藤